# Imihubel

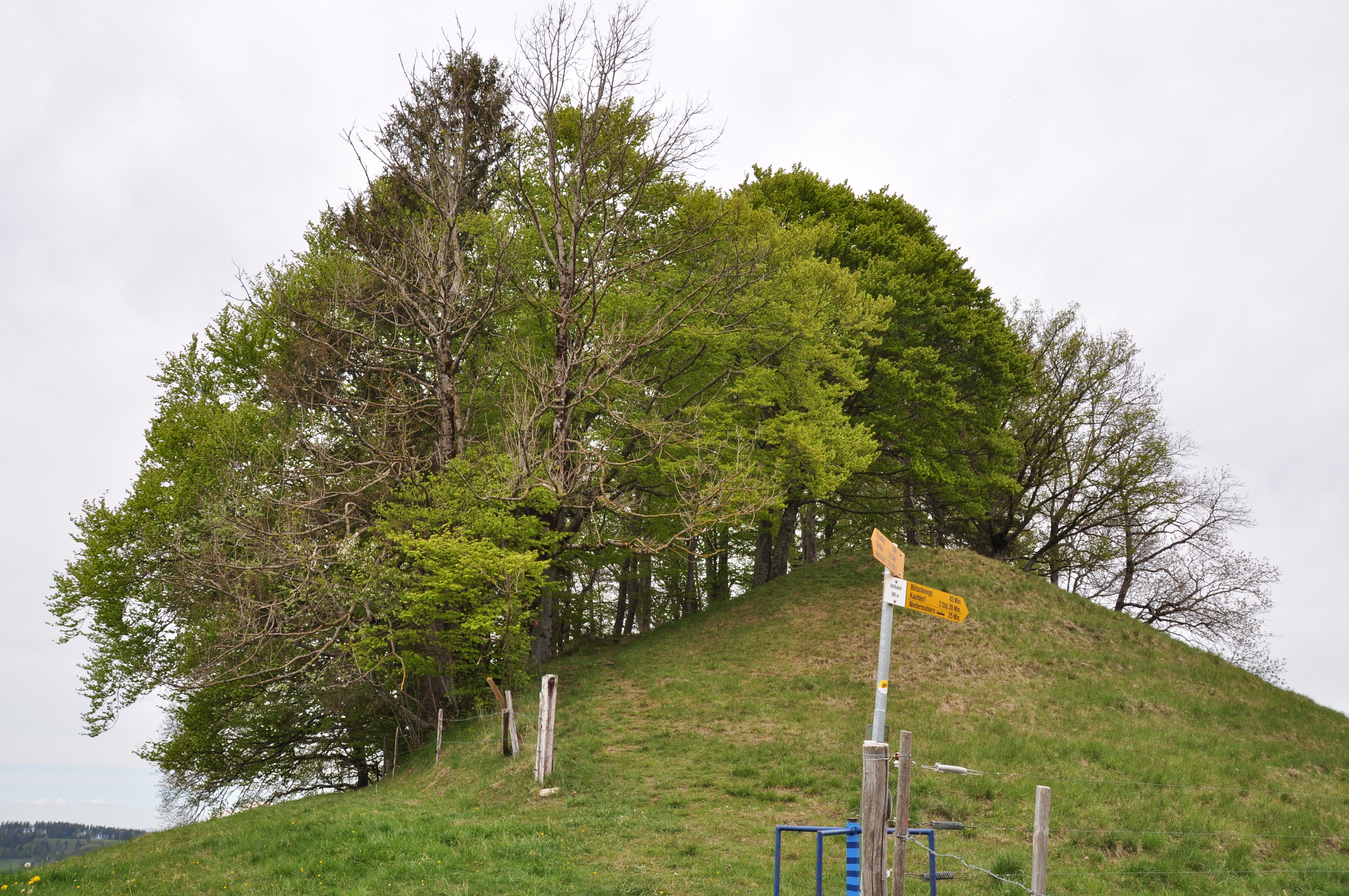

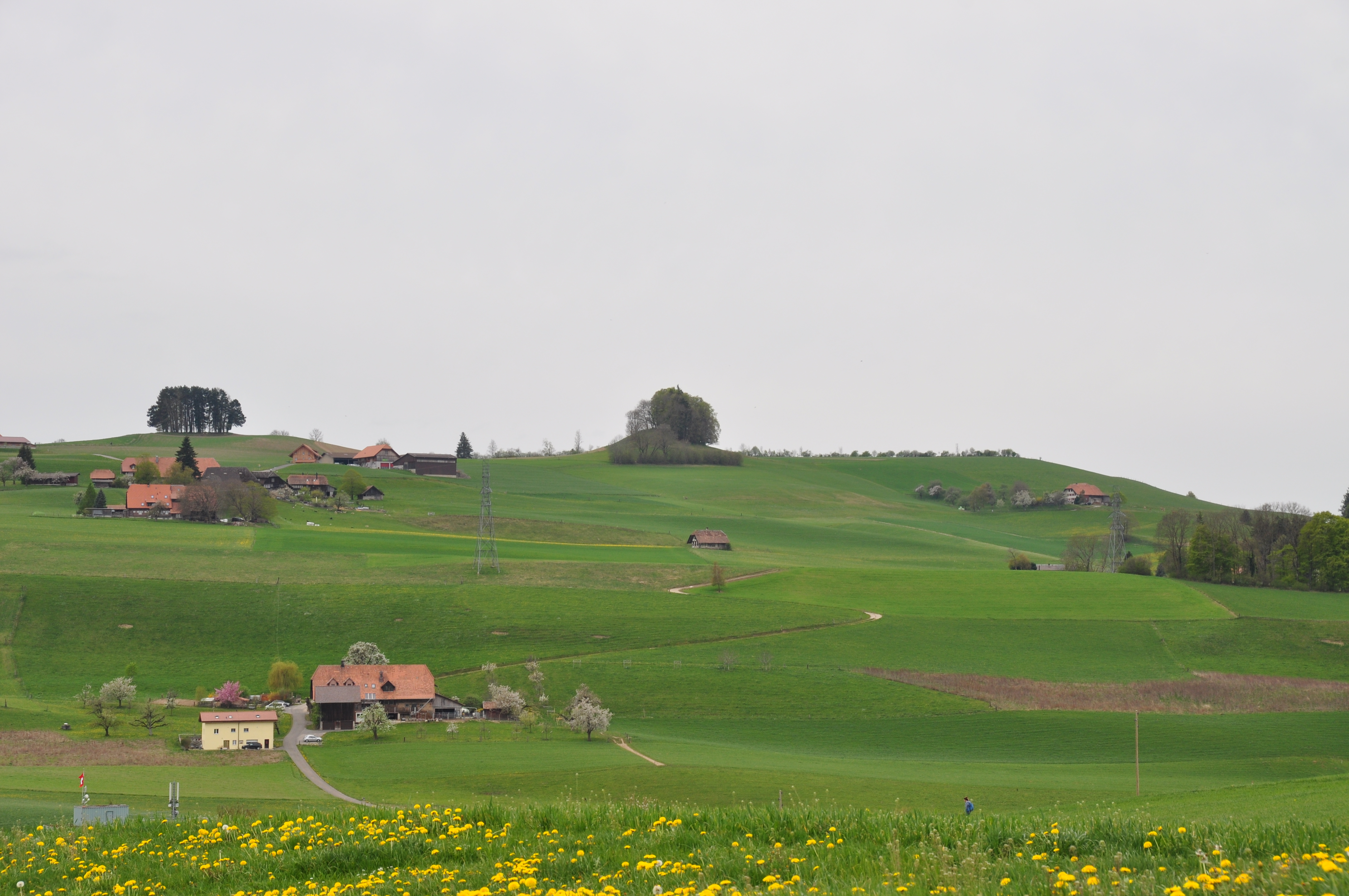

Der Imihubel ist ein Hügel (981 m ü. M.) bei Niedermuhlern im Kanton Bern in der Schweiz. Er ist die höchste Erhebung der Gemeinde Niedermuhlern.

## Geographie
Der Imihubel ist ein wenig bewaldeter Hügel im Schwarzenburgerland.  Nach Nordosten fällt er sanft gegen das Gürbetal hin ab. Im Süden bildet das kurze Erosionstal Fure und der steile Hang der Rappeflue seine Begrenzung. Das Gebiet des Imihubels gehört geologisch der mittelländischen und subalpinen Molasse an, in welcher sich fossile Versteinerungen finden, die wissenschaftlich untersucht wurden.

## Geschichte
Auf eine Besiedelung weisen Spuren einer Befestigungsanlage hin.

## Literatur

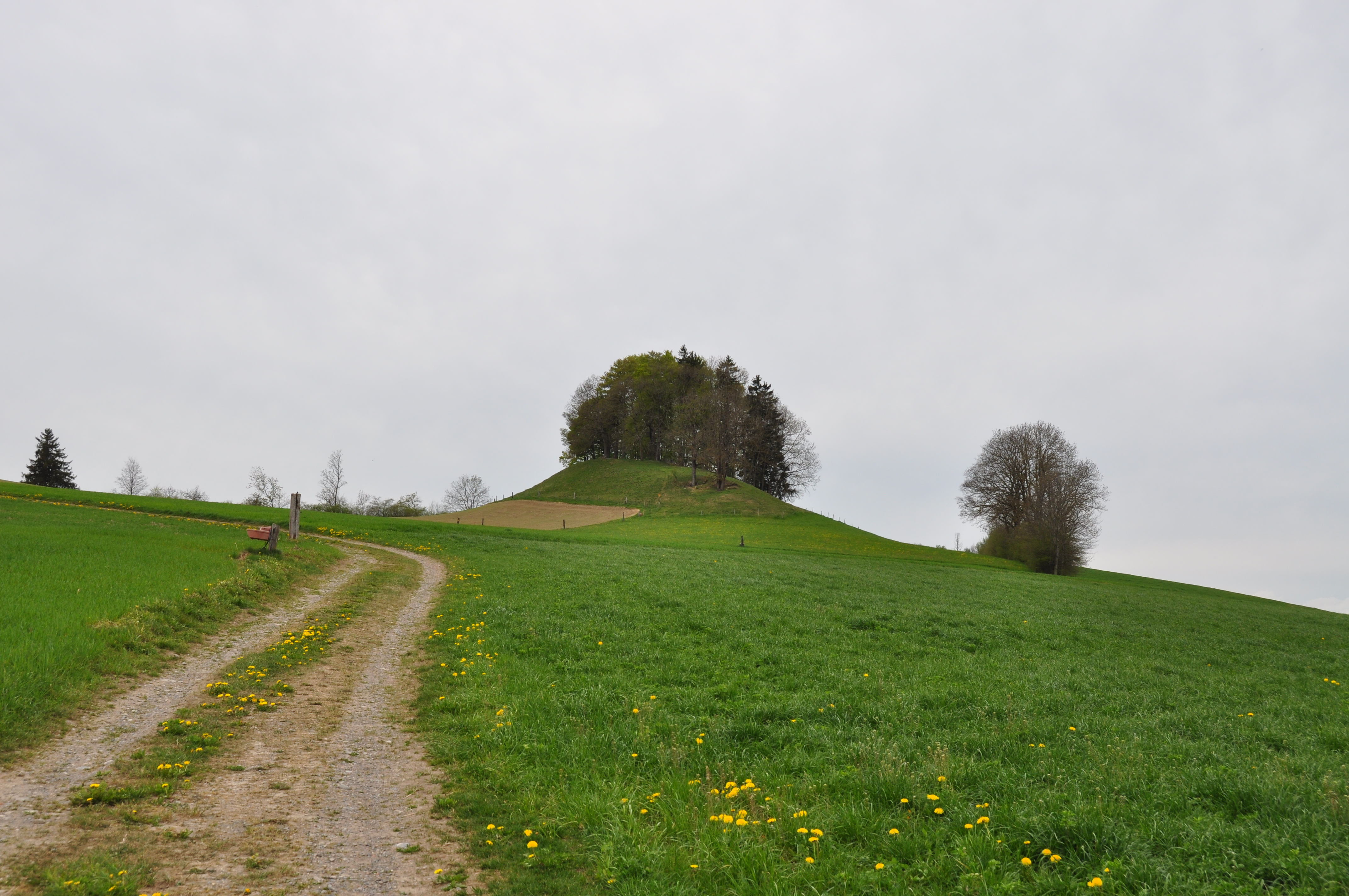

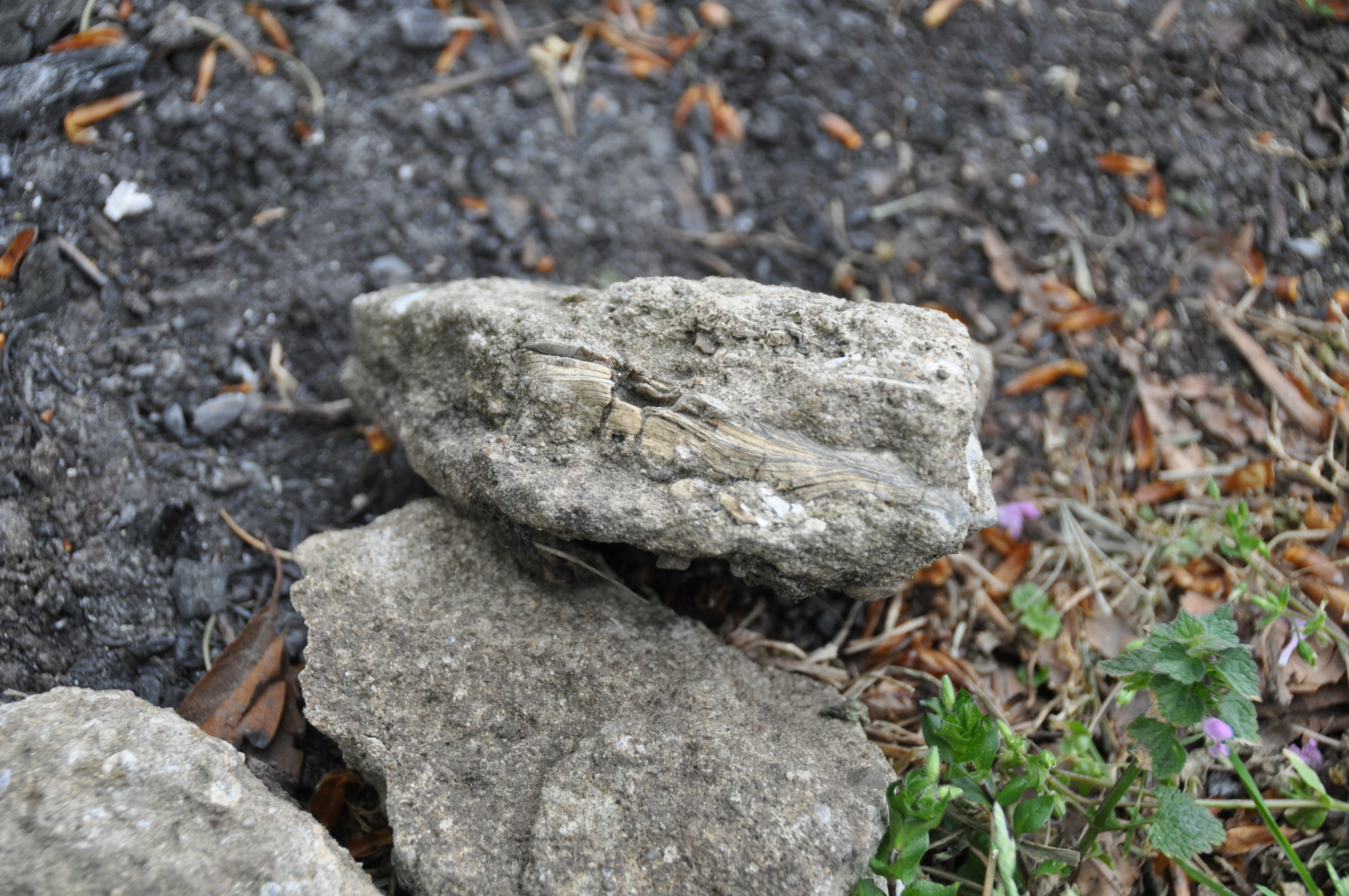

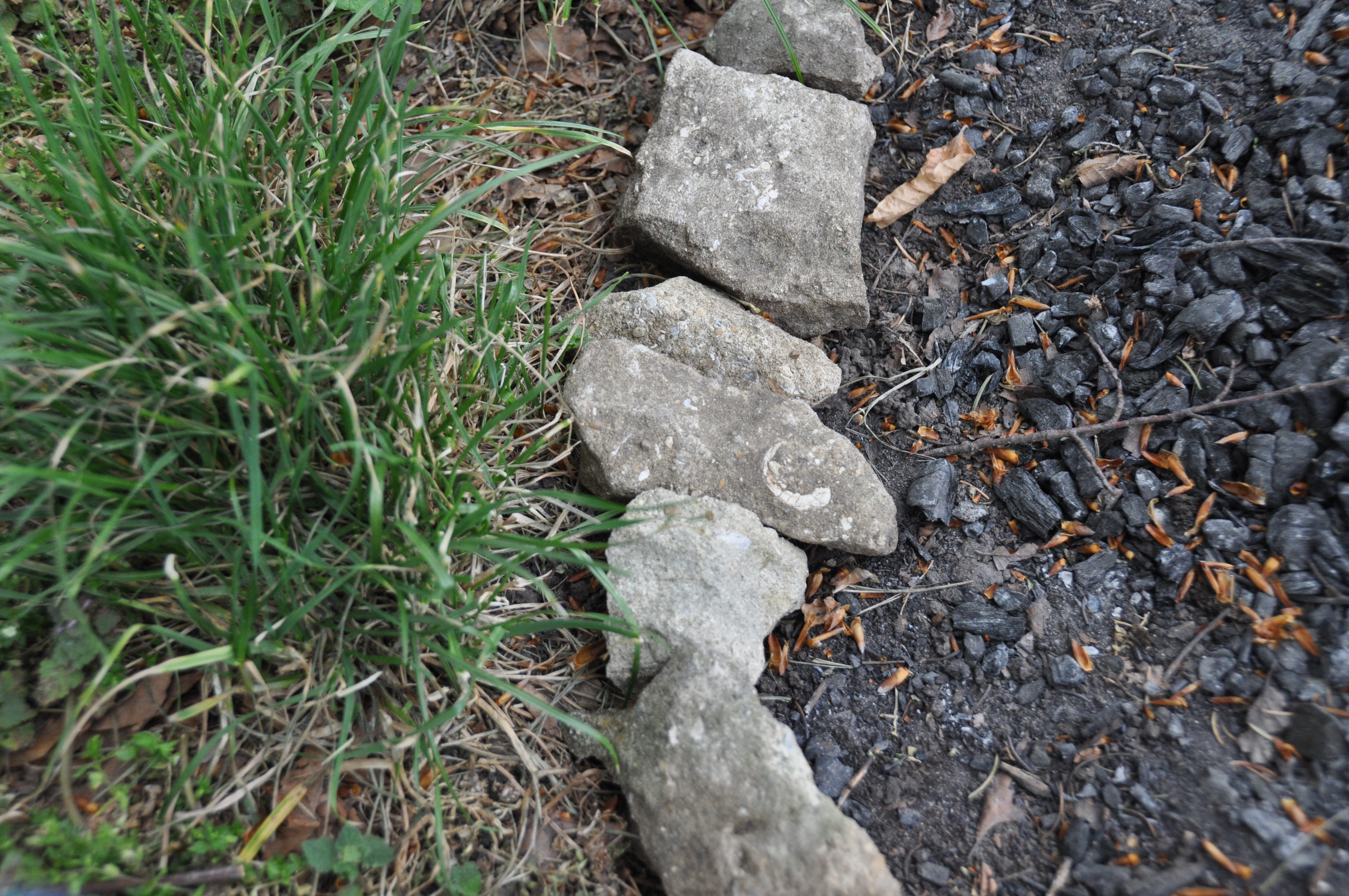